# Нытвенский район
Ны́твенский райо́н — административный район Пермского края России. На территории района образован Нытвенский муниципальный округ. Административный центр — город Нытва.

## География
Расположен на правом берегу Камы, в бассейнах её небольших притоков — рек Нытвы и Сюзьвы. Площадь района — 1655 км². Район отличается выгодным экономико-географическим положением и входит в состав Пермской городской агломерации. Нытвенский муниципальный округ граничит с Ильинским, Краснокамским, Оханским, Очёрским городскими округами Пермского края, Пермским муниципальным округом Пермского края, муниципальным образованием Карагайский муниципальный округ Пермского края и муниципальным образованием Верещагинский городской округ Пермского края.
На севере района проходит главная железнодорожная магистраль Пермь — Москва, от станции Чайковская построена железнодорожная ветка до г. Нытвы и пгт. Новоильинского. Неподалёку от Нытвы район пересекает важная автомобильная дорога Пермь — Очёр, выходящая на старинный Казанский тракт, расстояние от Перми до Нытвы 70 км. По р. Каме расстояние от Пермского речного вокзала вниз до Нытвенской пристани 93 км.

## История
Деревня Нытва упоминается и в 1623 году в переписи Кайсарова, но, вероятнее всего, речь там идёт о деревне на территории нынешней Усть-Нытвы. Поселение же, ставшее сегодня административным центром района, возникло несколькими годами позже и упоминается в переписи Черемезова в 1641 году. В 1756 году Строгановы основали в Нытве медеплавильный завод, преобразованный позже в железоделательный. Сама же Нытва с момента основания завода стала развиваться как заводской посёлок. Город районного подчинения Нытва находится на правом берегу реки Камы на расстоянии по реке от Перми 93 км. По автомобильной дороге от Перми до Нытвы — 70 км. Железнодорожная ветка от Нытвы до станции Чайковская, построенная ещё в 1913 году, даёт городу выход на железнодорожную магистраль «Пермь — Москва».
Нытвенский район был создан в 1923 году в Пермском округе Уральской области РСФСР путём объединения нескольких волостей Оханского уезда Пермской губернии. В 1932 году в состав Нытвенского района был включён упразднённый Ленинский район.
В 1952 году из Нытвенского района вновь был выделен район под названием Григорьевский. В 1956 году он был вновь упразднён в пользу Нытвенского района.
При образовании Нытвенского промышленного района в 1963 году в его состав вошли города Верещагино, Нытва, Оханск, Очёр. В 1965 году был образован Нытвенский район в ныне существующих границах.

## Население
| 2000    | 2002    | 2005    | 2006    | 2007    | 2008    | 2009    | 2010    | 2011    |
| ------- | ------- | ------- | ------- | ------- | ------- | ------- | ------- | ------- |
| 51 272  | ↘47 779 | ↘46 774 | ↘46 300 | ↘45 700 | ↘45 552 | ↘45 349 | ↘43 812 | ↘43 759 |
| 2012    | 2013    | 2014    | 2015    | 2016    | 2017    | 2018    | 2019    | 2020    |
| ↘43 314 | ↘42 901 | ↘42 656 | ↘42 476 | ↘42 331 | ↘42 071 | ↘41 647 | ↘41 156 | ↘40 630 |
| 2021    | 2023    | 2024    |         |         |         |         |         |         |
| ↘38 889 | ↘38 404 | ↘37 780 |         |         |         |         |         |         |

### Урбанизация
Городское население (город Нытва, рабочие посёлки Новоильинский и Уральский) составляет 68,86 % от всего населения района.

### Национальный состав
Русские — 91,7 %, коми-пермяки — 1,9 %, удмурты — 1,9 %, остальные — представители других национальностей.

## Муниципальное устройство
В рамках организации местного самоуправления в границах района образован Нытвенский муниципальный округ.

Первоначально, в 2004—2019 годах, был Нытвенский муниципальный район, в состав которого входило 8 муниципальных образований: 3 городских и 5 сельских поселений. В 2019 году муниципальный район и все входившие в него поселения были объединены в единое муниципальное образование — Нытвенский городской округ. С 1 января 2025 года городской округ был преобразован в муниципальный.
| № | Наименование                      | Административный центр        | Количество населённых пунктов | Население (чел.) | Площадь (км²) |
| - | --------------------------------- | ----------------------------- | ----------------------------- | ---------------- | ------------- |
| 1 | Новоильинское городское поселение | рабочий посёлок Новоильинский | 1                             | ↘3436            | 72,77         |
| 2 | Нытвенское городское поселение    | город Нытва                   | 9                             | ↘19 114          | 143,05        |
| 3 | Уральское городское поселение     | рабочий посёлок Уральский     | 6                             | ↘7642            | 75,13         |
| 4 | Григорьевское сельское поселение  | село Григорьевское            | 40                            | ↘3186            | 355,26        |
| 5 | Постаноговское сельское поселение | деревня Постаноги             | 17                            | ↘794             | 197,50        |
| 6 | Чайковское сельское поселение     | посёлок станции Чайковская    | 14                            | ↘3680            | 362,70        |
| 7 | Чекменевское сельское поселение   | деревня Нижняя Гаревая        | 12                            | ↘870             | 156,18        |
| 8 | Шерьинское сельское поселение     | село Шерья                    | 18                            | ↗2434            | 292,55        |

## Населённые пункты
В Нытвенский район входят 117 населённых пунктов: 3 городских (1 город и 2 рабочих посёлка), а также 114 сельских.
| №   | Населённый пункт | Тип              | Население | Бывшее поселение                  |
| --- | ---------------- | ---------------- | --------- | --------------------------------- |
| 1   | Нытва            | город            | ↘16 463   | Нытвенское городское поселение    |
| 2   | Новоильинский    | рабочий посёлок  | ↘2927     | Новоильинское городское поселение |
| 3   | Уральский        | рабочий посёлок  | ↘6626     | Уральское городское поселение     |
| 4   | Агапово          | деревня          | 13        | Постаноговское сельское поселение |
| 5   | Азовские         | деревня          | 3         | Постаноговское сельское поселение |
| 6   | Алекино          | деревня          | 0         | Нытвенское городское поселение    |
| 7   | Андрията         | деревня          | →7        | Григорьевское сельское поселение  |
| 8   | Антоново         | деревня          | 2         | Постаноговское сельское поселение |
| 9   | Архипово         | деревня          | →7        | Григорьевское сельское поселение  |
| 10  | Бабуши           | деревня          | 1         | Шерьинское сельское поселение     |
| 11  | Балагуры         | деревня          | →0        | Григорьевское сельское поселение  |
| 12  | Батуры           | деревня          | 5         | Чайковское сельское поселение     |
| 13  | Белобородово     | деревня          | 445       | Нытвенское городское поселение    |
| 14  | Большие Шаврята  | деревня          | 0         | Постаноговское сельское поселение |
| 15  | Будка 1366 км    | населённый пункт | →4        | Григорьевское сельское поселение  |
| 16  | Бураки           | деревня          | ↗11       | Григорьевское сельское поселение  |
| 17  | Верхние Даньки   | деревня          | 9         | Шерьинское сельское поселение     |
| 18  | Вожаково         | деревня          | ↘15       | Григорьевское сельское поселение  |
| 19  | Волеги           | деревня          | →6        | Григорьевское сельское поселение  |
| 20  | Воробьи          | село             | 237       | Нытвенское городское поселение    |
| 21  | Галки            | деревня          | →80       | Григорьевское сельское поселение  |
| 22  | Городничата      | деревня          | 16        | Шерьинское сельское поселение     |
| 23  | Горы             | деревня          | 3         | Чекменевское сельское поселение   |
| 24  | Григорьевская    | посёлок станции  | ↘886      | Григорьевское сельское поселение  |
| 25  | Григорьевское    | село             | ↘1590     | Григорьевское сельское поселение  |
| 26  | Груни            | деревня          | 328       | Чекменевское сельское поселение   |
| 27  | Гуслята          | деревня          | ↘57       | Григорьевское сельское поселение  |
| 28  | Деменево         | деревня          | 3         | Постаноговское сельское поселение |
| 29  | Дрезды           | деревня          | ↘3        | Григорьевское сельское поселение  |
| 30  | Дубровино        | деревня          | 95        | Шерьинское сельское поселение     |
| 31  | Дудино           | деревня          | 2         | Постаноговское сельское поселение |
| 32  | Дыбки            | деревня          | 40        | Чекменевское сельское поселение   |
| 33  | Егоршата         | деревня          | 2         | Чекменевское сельское поселение   |
| 34  | Еранино          | деревня          | ↘13       | Григорьевское сельское поселение  |
| 35  | Ерофеево         | деревня          | 2         | Постаноговское сельское поселение |
| 36  | Ерши             | деревня          | 276       | Шерьинское сельское поселение     |
| 37  | Жарены           | деревня          | 0         | Чекменевское сельское поселение   |
| 38  | Жигалы           | деревня          | 53        | Чайковское сельское поселение     |
| 39  | Залог            | деревня          | 30        | Шерьинское сельское поселение     |
| 40  | Заполье          | деревня          | 38        | Нытвенское городское поселение    |
| 41  | Заполье          | деревня          | 335       | Постаноговское сельское поселение |
| 42  | Зенки            | деревня          | 92        | Постаноговское сельское поселение |
| 43  | Зуи              | деревня          | 14        | Шерьинское сельское поселение     |
| 44  | Казарма 27 км    | населённый пункт | 13        | Уральское городское поселение     |
| 45  | Калуги           | деревня          | 47        | Чайковское сельское поселение     |
| 46  | Ключи            | деревня          | 0         | Чайковское сельское поселение     |
| 47  | Ковриги          | деревня          | 1         | Постаноговское сельское поселение |
| 48  | Колотыги         | деревня          | 9         | Чайковское сельское поселение     |
| 49  | Конино           | деревня          | 16        | Чекменевское сельское поселение   |
| 50  | Косинцы          | деревня          | 12        | Нытвенское городское поселение    |
| 51  | Косогор          | деревня          | 11        | Шерьинское сельское поселение     |
| 52  | Кошели           | деревня          | →14       | Григорьевское сельское поселение  |
| 53  | Куликово         | деревня          | 0         | Постаноговское сельское поселение |
| 54  | Ленино           | село             | 1         | Чайковское сельское поселение     |
| 55  | Луговая          | деревня          | 386       | Чайковское сельское поселение     |
| 56  | Лузино           | село             | 66        | Постаноговское сельское поселение |
| 57  | Лягушино         | деревня          | →3        | Григорьевское сельское поселение  |
| 58  | Ляпуны           | деревня          | ↘4        | Григорьевское сельское поселение  |
| 59  | Марчуги          | деревня          | 1         | Нытвенское городское поселение    |
| 60  | Мокино           | село             | ↘796      | Григорьевское сельское поселение  |
| 61  | Мокрые           | деревня          | →13       | Григорьевское сельское поселение  |
| 62  | Мысы             | деревня          | ↗22       | Григорьевское сельское поселение  |
| 63  | Нижние Морозы    | деревня          | 49        | Чайковское сельское поселение     |
| 64  | Нижняя Гаревая   | деревня          | 535       | Чекменевское сельское поселение   |
| 65  | Нововожаково     | деревня          | →3        | Григорьевское сельское поселение  |
| 66  | Новокошкино      | деревня          | ↘7        | Григорьевское сельское поселение  |
| 67  | Ольховка         | деревня          | 1         | Постаноговское сельское поселение |
| 68  | Опалиха          | деревня          | 151       | Шерьинское сельское поселение     |
| 69  | Оськино          | деревня          | 98        | Нытвенское городское поселение    |
| 70  | Первунята        | деревня          | →9        | Григорьевское сельское поселение  |
| 71  | Печенки          | деревня          | →0        | Григорьевское сельское поселение  |
| 72  | Покровское       | село             | ↗298      | Григорьевское сельское поселение  |
| 73  | Полом            | деревня          | 15        | Чекменевское сельское поселение   |
| 74  | Поснята          | деревня          | ↗23       | Григорьевское сельское поселение  |
| 75  | Постаноги        | деревня          | 354       | Постаноговское сельское поселение |
| 76  | Приверха         | деревня          | 4         | Чекменевское сельское поселение   |
| 77  | Притыка          | деревня          | 3         | Уральское городское поселение     |
| 78  | Пушкари          | деревня          | ↘15       | Григорьевское сельское поселение  |
| 79  | Реуны            | деревня          | ↗11       | Григорьевское сельское поселение  |
| 80  | Роди             | деревня          | 17        | Чайковское сельское поселение     |
| 81  | Рожки            | деревня          | →1        | Григорьевское сельское поселение  |
| 82  | Рыбхоз           | деревня          | 97        | Шерьинское сельское поселение     |
| 83  | Савинята         | деревня          | 2         | Нытвенское городское поселение    |
| 84  | Сахары           | деревня          | ↘2        | Григорьевское сельское поселение  |
| 85  | Селища           | деревня          | 8         | Шерьинское сельское поселение     |
| 86  | Сергино          | село             | 339       | Шерьинское сельское поселение     |
| 87  | Сопени           | деревня          | 11        | Чайковское сельское поселение     |
| 88  | Соснова          | деревня          | 0         | Чекменевское сельское поселение   |
| 89  | Спирята          | деревня          | →7        | Григорьевское сельское поселение  |
| 90  | Старцево         | деревня          | →1        | Григорьевское сельское поселение  |
| 91  | Старый Посад     | деревня          | 6         | Чайковское сельское поселение     |
| 92  | Сукманы          | деревня          | 36        | Уральское городское поселение     |
| 93  | Сукманы          | посёлок станции  | 1         | Уральское городское поселение     |
| 94  | Сюзьва           | посёлок разъезда | ↘38       | Григорьевское сельское поселение  |
| 95  | Таланы           | деревня          | ↗42       | Григорьевское сельское поселение  |
| 96  | Талица           | деревня          | →2        | Григорьевское сельское поселение  |
| 97  | Тимино           | деревня          | 19        | Чайковское сельское поселение     |
| 98  | Трошина          | деревня          | 5         | Постаноговское сельское поселение |
| 99  | Туманы           | деревня          | 22        | Шерьинское сельское поселение     |
| 100 | Тюлени           | деревня          | 22        | Уральское городское поселение     |
| 101 | Удалы            | деревня          | 287       | Чайковское сельское поселение     |
| 102 | Усть-Шерья       | деревня          | 26        | Шерьинское сельское поселение     |
| 103 | Фиминята         | деревня          | ↗84       | Григорьевское сельское поселение  |
| 104 | Чайковская       | посёлок станции  | ↘2969     | Чайковское сельское поселение     |
| 105 | Чекмени          | село             | 192       | Чекменевское сельское поселение   |
| 106 | Числы            | деревня          | 98        | Шерьинское сельское поселение     |
| 107 | Члены            | деревня          | →0        | Григорьевское сельское поселение  |
| 108 | Чудиново         | деревня          | 4         | Чекменевское сельское поселение   |
| 109 | Шатуны           | деревня          | →2        | Григорьевское сельское поселение  |
| 110 | Шевырята         | деревня          | 0         | Постаноговское сельское поселение |
| 111 | Шерья            | село             | 891       | Шерьинское сельское поселение     |
| 112 | Шилоносово       | деревня          | 2         | Постаноговское сельское поселение |
| 113 | Шувалова         | деревня          | ↗3        | Григорьевское сельское поселение  |
| 114 | Шумиха           | деревня          | 507       | Шерьинское сельское поселение     |
| 115 | Юшково           | деревня          | →0        | Григорьевское сельское поселение  |
| 116 | Якимова          | деревня          | 49        | Шерьинское сельское поселение     |
| 117 | Якунино          | деревня          | ↘38       | Григорьевское сельское поселение  |

Упразднённые населённые пункты
- 2001 год — населённые пункты Будка 1379-й км, Будка 1380-й км, Будка 1392-й км; деревни Мезенцы, Талица, Швани, Мулинцы, Перемка, Половинка, Зайцы, Половинная и Фролы; посёлок разъезда Мокино[28].
- 2005 год — деревни Нижние Даньки, Сергеево, Боярские, Лебезная[29].
- 2011 год — населённые пункты Будка 1374-й км и Будка 1390-й км[30].

По состоянию на 1 января 1981 года на территории Нытвенского района было 159 населённых пунктов: 1 город, 2 рабочих посёлка и 156 сельских населённых пунктов.

## Экономика

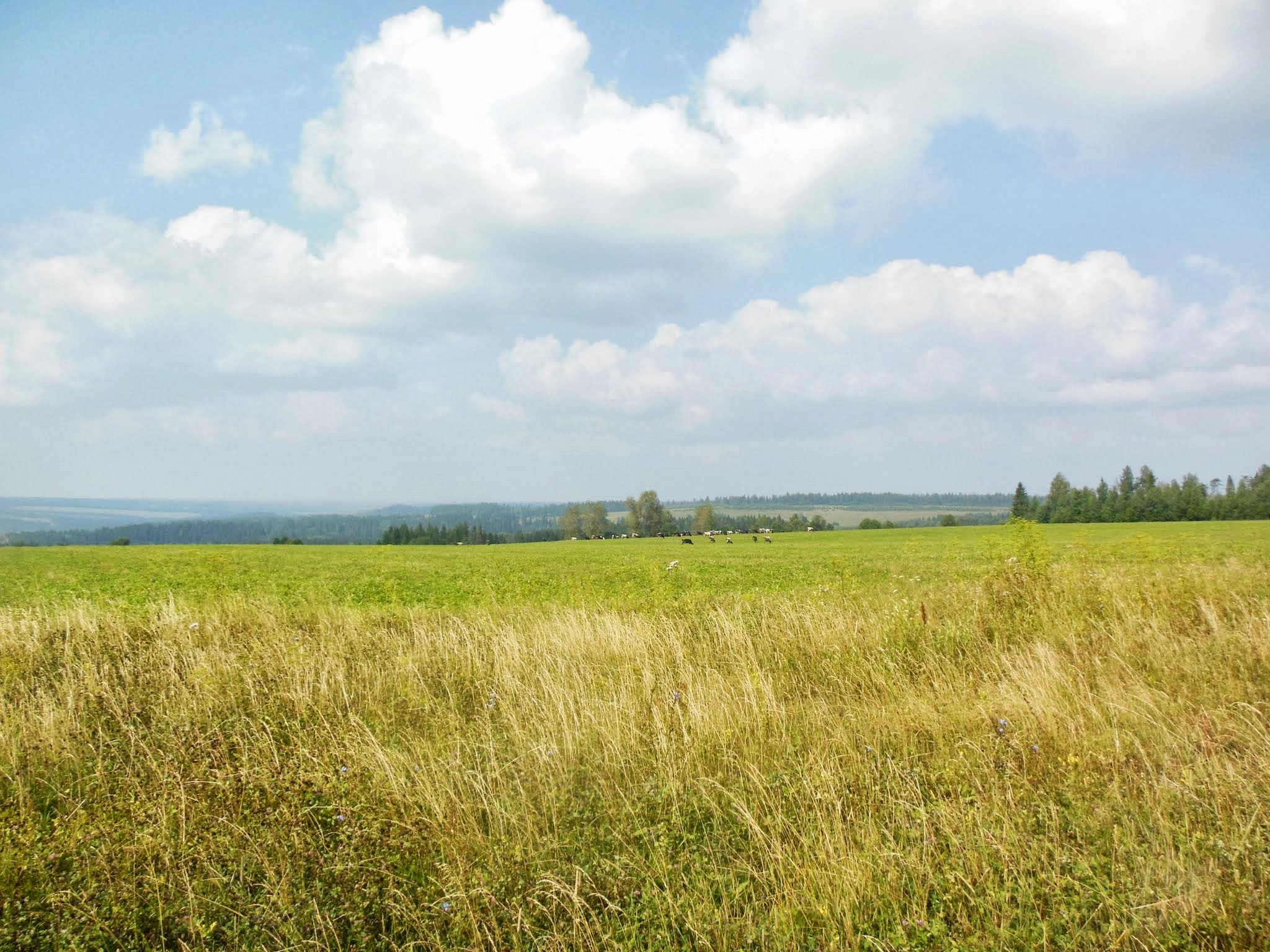
Сельскохозяйственные угодья в Нытвенском районе

В промышленном отношении район выделяется своей металлургической специализацией. ОАО «Нытва» является крупнейшим в России производителем биметаллических сплавов, а также столовых и кухонных приборов из нержавеющей стали. Кроме этого, в Нытве расположены завод «Икар», ПК «Маслозавод Нытвенский». В поселке Уральском находится ООО «Пермский фанерный комбинат» — одно из крупных предприятий фанерной промышленности в России. Сельское хозяйство Нытвенского муниципального района выделяется животноводческой специализацией — производством молока и мяса, несёт черты пригородной специализации, отличается довольно высокой интенсивностью.
В основе экономики района лежат сельскохозяйственные предприятия, лесная промышленность, металлургическая промышленность в качестве металлургического завода в Нытве.
Агропромышленный комплекс района представляют 13 предприятий. Они специализируются на производстве, реализации и переработке сельскохозяйственной продукции. В растениеводстве — производство зерновых и кормовых культур, картофеля. В животноводстве — производство молока, мяса, яиц.
В районе развита сеть охотничьих хозяйств. Рыбное хозяйство представлено сетью многочисленных малых рек и прудов, а также Воткинским водохранилищем. Более 10 хозяйств района занимаются прудовым рыборазведением.